# Eilithyia
Eilithyia är ett släkte av insekter. Eilithyia ingår i familjen Tropiduchidae.
Kladogram enligt Catalogue of Life:
| Eilithyia | \| \| Eilithyia insularis \| \| \| \| \| \| Eilithyia singaporensis \| \| \| \| |
|           | \| \| Eilithyia insularis \| \| \| \| \| \| Eilithyia singaporensis \| \| \| \| |
|           | Eilithyia insularis                                                             |
|           |                                                                                 |
|           | Eilithyia singaporensis                                                         |
|           |                                                                                 |